# هانیبال آجمون-مارسان
هانیبال آجمون-مارسان (انگلیسی: Annibale Ajmone-Marsan; ۲۹ فوریهٔ ۱۸۸۸ – ۵ مارس ۱۹۵۶) بازیکن فوتبال اهل پادشاهی ایتالیا بود.